# Josephine Siebe

Josephine Siebe

Josephine Siebe (* 10. November 1870 in Leipzig; † 26. Juli 1941 ebenda) war eine deutsche Redakteurin und Kinderbuchautorin. Sie verfasste zwischen 1900 und 1940 fast 70 Bücher für Kinder und heranwachsende Mädchen, daneben eine Vielzahl von Beiträgen in Jahres- und Sammelbänden.

## Leben und Werk
Einige Jahre war Josephine Siebe als Schriftleiterin der Frauenbeilage des Leipziger Tageblatts und des Frauenteils von Reclams Universum tätig. Erfolgreich war sie zunächst mit Sammlungen von Kindergeschichten, die im Dorf oder in der Kleinstadt angesiedelt waren. Am bekanntesten wurde sie jedoch mit ihrer Reihe der sieben Kasperle-Bücher, die zwischen 1921 und 1930 entstanden und noch bis Anfang der 90er Jahre immer wieder neu aufgelegt wurden. Neuerdings erscheinen etliche ihrer Bücher erneut, überwiegend als E-Book. In der Kasperle-Reihe wird über die Abenteuer eines lebendigen Kasperles berichtet. Anders als Pinocchio, eine lebendig gewordene Holzpuppe, entstammt Josephine Siebes Kasperle einer Kasperle-Insel in einer fernen Welt, in die es am Ende des fünften Bands wieder zurückkehrt. Das Motiv des zeitweise zum Leben erwachenden Spielzeugs verleiht auch Siebes Erzählungen über Puppen und Bären einen besonderen Reiz und verhalf ihnen zum Erfolg.
Josephine Siebes Bücher wurden zum Teil auch in andere Sprachen übersetzt, bekannt sind Ausgaben in Holländisch, Spanisch, Portugiesisch, Französisch, Amerikanisch, Polnisch, Schwedisch und Finnisch. Ihre Bücher wurden von einigen der bekanntesten Jugendbuch-Illustratoren jener Zeit geschmückt: Ernst Kutzer, Fritz Bergen, Willy Planck, Joseph Mauder, Carl Schmauk, Prof. Hermann Stockmann, Prof. Wilhelm Claudius, Prof. Ernst Liebermann, Fritz Baumgarten, Else Raydt und anderen mehr.

## Werke
Dorf- und Kleinstadtgeschichten

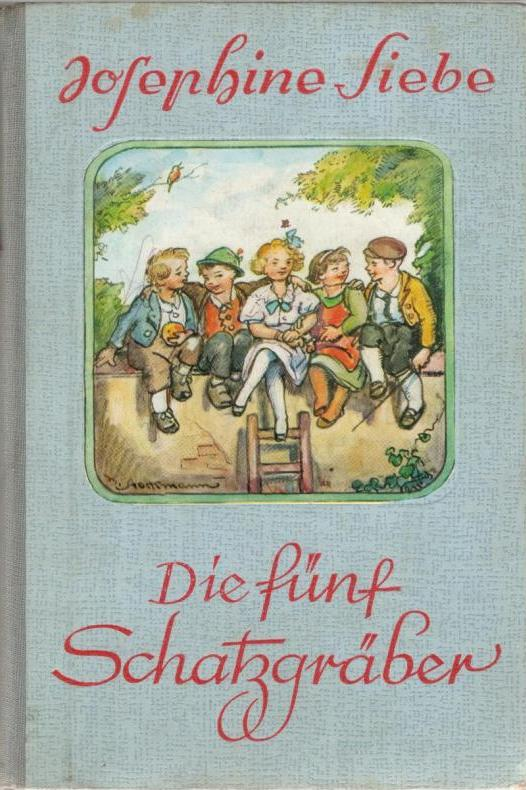
Die fünf Schatzgräber

- Oberheudorfer Buben- und Mädelgeschichten (1908)
- Neue Kindergeschichten aus Oberheudorf (1912)
- Die Oberheudorfer in der Stadt (1914)
- Drei aus Oberheudorf (1932)
- Rose, Linde und Silberner Stern (1917)
- Die Sternbuben in der Großstadt (1918)
- Feriengäste im Silbernen Stern (1920)
- Kleinstadtkinder (1910) {späterer Titel: Die fünf Schatzgräber (1937)}
- Meister Schnupphase und seine Freunde (1915)
- Die Schelme von Steinach (1916)
- Dudeleins Garten und Schippels Kinder (1919)
- Rund um die Rabenburg (1919) {späterer Titel: Die Schloßkinder auf Rabenburg (1927)}
- Im trauten Winkel (1922)
- Die neue Heimat (1924)
- Friedel und die vier Spatzen (1930)
- Die verbannten Prinzessinnen (1930)
- Die fünf Schatzgräber (1937)
- Fritz Immerfroh (1938)
- Maxels sieben Reisen in die weite Welt (1939)

Tier- und Spielzeuggeschichten
- Im Hasenwunderland (1910)
- Joli (1913) {späterer Titel: Bimbo (1937)}
- Das {lustige} Puppenbuch (1929)
- Lump und Schlingel (1934)
- Das Teddybuch (1924)
- Sechs Bärenbrüder (1927)

Kasperle-Bücher
- Kasperle auf Reisen (1921)
- Kasperle auf Burg Himmelhoch (1922)
- Kasperls Abenteuer in der Stadt (1923)
- Kasperles Schweizerreise (1925)
- Kasperle im Kasperland (1926)
- Kasperle ist wieder da (1928)
- Kasperles Spiele und Streiche (1930)

Mädchenbücher
- Die Tasse des Königs (1916)
- Die goldene Brücke (1918)
- Die Nichten des Herrn von Trentlin (1919)
- Als noch die Postkutsche fuhr (1921)
- Am Höhenweg (1921) [späterer Titel: Ellen und die lustige Ursel (1932)]
- Im trauten Winkel (1922)
- Im hellen Tal (1923)
- Lene Kellermann (1925)
- Die Dietrichskinder und andere Erzählungen (1926)
- Liebesfeuer (1926)
- Anna Sabine und ihre Schwestern (1929)
- Das Wetterhexlein (1929)
- Frohe Mädel und ihre Kameraden (1930)
- Das Haus im Walde (1931)
- Lustige Feriengeschichten (1933)

Historienromane
- Deutsche Jugend in schwerer Zeit (1904)
- Heimatsucher (1911)
- Das Ruhmesbüchlein (1913)
- Die Steinbergs (1913) [späterer Titel: Die Jungen von Steinberg (1933)]
- Deutsches Herz im welschen [fremden] Kleid (1915)
- Herrn de Charreards deutsche Kinder (1922) [späterer Titel: Heimat im stillen Tal (1934)]
- Die kleine Mamsell Pfefferkraut (1923)